# Sarabaíta
Se llamaron sarabaítas a ciertos monjes errantes y vagabundos que disgustados con la vida cenobítica no seguían ninguna regla y andaban de pueblo en pueblo viviendo a su discreción.
Este nombre viene del hebreo sarab que significa rebelarse. Casiano, en su conferencia 14 los llama Rennitæ, quia jugum regularis disciplinæ renuunt. No les hace más favor San Jerónimo, quien en su Epist. 18 ad Eustochium los llama remoboth, palabra egipcia casi equivalente a sarabaítas. San Benito en el cap. 1 de su Regla los menciona.
Los protestantes, enemigos declarados de la vida monástica, añadieron nuevos rasgos a esta descripción: dicen que los sarabaítas vivían de hacer milagros, de vender reliquias y de otras trampas de esta clase (Mosheim, Hist. eccles., siglo IV, parte 2, cap. 8, 15). Pero bastante malo había para decir sobre estos monjes relajados, sin tener que inventar contra ellos falsas acusaciones. San Jerónimo dice que vivían de su trabajo pero que vendían sus obras más caras que los otros, como si su oficio fuera más santo que su vida y que disputaban entre sí con bastante frecuencia, porque no querían estar sujetos a nadie: que ayunaban a porfía y tenían el silencio o el secreto por una victoria, etc.